# Доросиневская сельская община
Доросиневская сельская община (укр. Доросинівська сільська громада) — территориальная община в Луцком районе Волынской области Украины.
Административный центр — город Доросины.
Население составляет 5740 человек. Площадь — 239,9 км².
В соответствии с распоряжением Кабинета Министров Украины от 12 июня 2020 года, в состав общины вошла территория Бересского, Вичиневского, Ворончинского, Доросиневского, Немирского, Щуринского и Ясеновского сельских советов упразднённого Рожищенского района.

## Населённые пункты
В состав общины входит 13 сёл:
- Доросины
  - Береск
  - Витониж
  - Вичини
  - Ворончин
  - Квитневое
  - Кияж
  - Немир
  - Раймисто
  - Студыни
  - Тристень
  - Щурин
  - Ясеновка